# Léa Seydoux
Léa Hélène Seydoux-Fornier de Clausonne (sinh ngày 1 tháng 7 năm 1985), thường được biết đến với nghệ danh Léa Seydoux, là một nữ diễn viên kiêm người mẫu người Pháp.

## Tiểu sử
Sinh ngày 1 tháng 7 năm 1985, Léa Seydoux là con gái của doanh nhân Henri Jérôme Seydoux-Fornier de Clausonne và Valérie Schlumberger. Cô sinh ra ở Passy, quận 16 của Paris và lớn lên ở Saint-Germain-des-Prés trong quận 6. Cô được nuôi dạy theo đạo Tin lành nghiêm ngặt, nhưng cô không theo đạo. Cô có ba anh chị em cùng cha khác mẹ từ cuộc hôn nhân đầu tiên của mẹ cô, một chị gái, nhà tạo mẫu Camille Seydoux từ cuộc hôn nhân của cha mẹ cô, và hai anh em cùng cha khác mẹ từ cuộc hôn nhân của cha cô. Cha mẹ của Seydoux đều là người gốc Alsatian. Gia đình Seydoux được biết đến rộng rãi ở Pháp. Ông nội của cô, Jérôme Seydoux, là chủ tịch của Pathé và cha cô là người sáng lập và giám đốc điều hành của công ty không dây Pháp Parrot. Bất chấp mối quan hệ của Seydoux, gia đình cô ban đầu không quan tâm đến sự nghiệp điện ảnh của cô và không giúp đỡ cô; cô ấy đã nói rằng cô ấy và người ông có ảnh hưởng của cô ấy không thân thiết. Khi còn nhỏ, cô không có mong muốn diễn xuất. Thay vào đó, cô muốn trở thành một ca sĩ opera, theo học âm nhạc tại Conservatoire de Paris.
Seydoux mô tả thời trẻ của cô ấy là tóc ngắn, hơi rối bù và được nhiều người xem là hơi kỳ lạ: "Mọi người thích tôi, nhưng tôi luôn cảm thấy mình là một kẻ lạc lõng.". Vẫn lo lắng về sự nhút nhát của mình khi trưởng thành, Seydoux đã thừa nhận. đã trải qua một cuộc khủng hoảng lo lắng trong Liên hoan phim Cannes 2009.

## Các phim đã đóng
| Năm  | Phim                                 | Vai diễn              | Ghi chú   |
| ---- | ------------------------------------ | --------------------- | --------- |
| 2006 | Mes copines                          | Aurore                |           |
| 2007 | The Last Mistress                    | Olivia                |           |
| 2007 | 13 French Street                     | Jenny                 |           |
| 2008 | De la guerre                         | Marie                 |           |
| 2008 | Les Vacances de Clémence             | Jackie                | TV movie  |
| 2008 | Des poupées et des anges             | Gisèle                |           |
| 2008 | The Beautiful Person                 | Junie                 |           |
| 2009 | Mon faible cœur                      |                       |           |
| 2009 | Lourdes                              | Maria                 |           |
| 2009 | Des illusions                        | La fille du métro     |           |
| 2009 | Inglourious Basterds                 | Charlotte LaPadite    |           |
| 2009 | Plein sud                            | Léa                   |           |
| 2010 | Robin Hood                           | Isabella of Angoulême |           |
| 2010 | Petit tailleur                       | Marie–Julie           | short     |
| 2010 | Sans laisser de traces               | Fleur                 |           |
| 2010 | Belle Épine                          | Prudence Friedmann    |           |
| 2010 | Roses à crédit                       | Marjoline             | TV movie  |
| 2010 | Mysteries of Lisbon                  | Branca de Montfort    | TV series |
| 2011 | Midnight in Paris                    | Gabrielle             |           |
| 2011 | Mission: Impossible – Ghost Protocol | Sabine Moreau         |           |
| 2011 | Time Doesn't Stand Still             | Elle                  | Short     |
| 2011 | Le roman de ma femme                 | Ève                   |           |
| 2012 | Les adieux à la reine                | Sidonie Laborde       |           |
| 2012 | Sister                               | Louise                |           |
| 2013 | Grand Central                        | Karole                |           |
| 2013 | La vie d'Adèle                       | Emma                  |           |
| 2014 | Người đẹp và quái vật                | La Belle              |           |
| 2014 | The Grand Budapest Hotel             | Clotilde              |           |
| 2014 | Saint Laurent                        | Loulou de la Falaise  |           |
| 2015 | The Lobster                          |                       |           |
| 2015 | Diary of a Chambermaid               |                       |           |
| 2015 | 007: SPECTRE                         | Madeleine Swann       |           |
| 2016 | It's Only the End of the World       | Suzanne               |           |
| 2018 | Zoe                                  | Zoe                   |           |
| 2018 | Kursk                                | Tanya                 |           |
| 2019 | Oh Mercy!                            | Claude                |           |
| 2021 | France                               | France de Meurs       |           |
| 2021 | The Story of My Wife                 | Lizzy                 |           |
| 2021 | No Time to Die                       | Madeleine Swann       |           |